# Doris Hellman
Doris Hellman   (Nova York, 28 d'agost de 1910 - Nova York, 28 de març de 1973) va ser una historiadora de la ciència estatunidenca.
Hellman era filla d'un conegut ginecòleg de Nova York. Va fer la seva escolarització en aquesta ciutat i es va graduar el 1930 al Vassar College. L'any següent va obtenir el màster al Radcliffe College i a continuació va començar estudis de doctorat a la Universitat de Colúmbia, que va interrompre el 1933 en casar-se amb el prestigiós advocat novaiorquès Morton Pepper. Tot i així no va canviar el seu cognom de soltera. El 1943, quan les seves filles ja havien superat la infantesa, va obtenir el doctorat amb una tesi sobre el Gran Cometa de 1577 en la qual li assignava un paper fonamental en el trencament de la doctrina aristotèlica del cosmos. El 1951 va retornar a la vida acadèmica com professor de l'Institut Pratt, una institució d'ensenyament superior a Brooklyn. A partir de 1966 i fins a la seva mort va ser professora del Queen's College de la universitat de la Ciutat de Nova York.
Hellman es va especialitzar en l'estudi dels astrònoms de finals del segle XVI i del segle XVII, especialment de Tycho Brahe, Christoph Rothmann, Michael Maestlin i Johannes Kepler.